# 岡本博之
岡本 博之（おかもと ひろゆき、1909年 - 2002年）は、日本の経済学者・大阪市立大学教授。雑誌『経済』初代編集長、日本共産党中央党学校校長、出版局長、社会科学研究所所長、新約『資本論』翻訳出版責任者等を歴任。専攻は経済学説史。先の大戦では、1943年より中部第二部隊に召集され、下士官として参戦。1945年日本の敗戦後1949年までシベリアに抑留された。

## 著書
- 『シスモンディの再生産＝恐慌の理論』大阪商科大学経済研究所 1938
- 『平和的共存の理論』現代国民選書 1953
- 『二つの戦線でのたたかい』新日本出版社 1967

### 共著編
- 『科学的社会主義 : その歴史と理論』岡本博之、小林栄三共著 新日本出版社 1977
- 『マルクス資本論の研究』岡本博之編 新日本出版社 1980

### 翻訳
- 『解説唯物論と経験批判論』ヴエ・エム・ポズネル著　岡本博之訳 岩崎書店　1953